# Никитин, Евгений Руфимович
Евгений Руфимович Никитин (род. 10 августа 1957, Фурманов, Ивановская область) — советский, белорусский и российский актёр, исполнитель песен.

## Биография
В 1979 году окончил Белорусский государственный театрально-художественный институт (курс Б. Луценко, А. Корсаковского, А. Милованова).
Работал в Минском театре-студии киноактера (1989—1999), Национальном академическом драматическом театре имени Горького (2000—2004), с 2004 года — в Драматическом театре Белорусской армии.
В кино снимается с 1980 года, первый фильм — «Свадебная ночь». Известен ролью воспитателя Куренного в фильме «Пацаны». Снялся более в чём ста фильмах и сериалах.
Известный исполнитель песен в стиле шансон, выступает с концертами.
Был в жюри телепроекта «Приданое для невесты» на канале ОНТ.
Лауреат белорусского республиканского конкурса «Поют актёры театра и кино» (1995).
Сыграл Евхима в спектакле театра Янки Купалы «Люди на болоте».

## Фильмография
| Год  |   | Русское название | Оригинальное название                                | Роль                                                                    |
| ---- | - | ---------------- | ---------------------------------------------------- | ----------------------------------------------------------------------- |
| 2023 | с |                  | Король и Шут                                         | Карл безноготный / дремучий старик (спецэпизод Сказка о Горшке и Князе) |
| 2020 | ф |                  | Агеев                                                | генерал-майор полиции                                                   |
| 2020 | ф |                  | Адмиралы района                                      | Юрий Глебович Рубцов, генерал МВД                                       |
| 2018 | ф |                  | Реализация (фильм 6-й «Изнанка правосудия»)          | «Царь», вор в законе                                                    |
| 2017 | ф |                  | Верю, люблю, надеюсь (Беларусь)                      | Сергей Васильевич Демьянов — завхирургией, профессор                    |
| 2016 | ф |                  | Опять замуж                                          | Матвей Семёнович, банкир, отец Анны                                     |
| 2016 | ф |                  | Обратная сторона Луны 2                              | полковник Кириллов                                                      |
| 2016 | ф |                  | Ищейка                                               | Павел Петрович Ларионов, подполковник полиции                           |
| 2015 | ф |                  | Код Каина / The Code of Cain                         | начальник безопасности БелАЗа                                           |
| 2014 | ф |                  | Обнимая небо                                         | генерал-майор Черкасов                                                  |
| 2014 | ф |                  | Море. Горы. Керамзит                                 | Дей, отец Марфы                                                         |
| 2014 | ф |                  | Вопреки всему                                        | Леонид Михайлович Мельников, начальник РОВД, подполковник               |
| 2013 | ф |                  | Сын отца народов                                     | начальник Владимирского централа                                        |
| 2013 | ф |                  | Следователь Протасов                                 | тренер                                                                  |
| 2013 | ф |                  | Любовь из пробирки                                   | Николай Васильевич                                                      |
| 2013 | ф |                  | Клянёмся защищать                                    | Павел Леонидович («Леонидыч»), тренер по теннису                        |
| 2013 | ф |                  | Доктор Смерть                                        | Фёдор Иванович Шипулин, чиновник                                        |
| 2013 | ф |                  | Городские шпионы                                     | Евгений Константинович Шалаев, управляющий фирмой Богданова             |
| 2012 | ф |                  | Я его слепила                                        | Лев Андреевич Петров.Отец Леры                                          |
| 2012 | ф |                  | Степные дети                                         | главная роль — Пётр Андреевич Красноруцкий                              |
| 2012 | ф |                  | Смерть шпионам. Лисья нора                           | Абакумов                                                                |
| 2012 | ф |                  | Поверь, всё будет хорошо                             | Виктор Петрович, отец Жени                                              |
| 2012 | ф |                  | Обратная сторона луны                                | Павел Саврасов, олигарх                                                 |
| 2012 | ф |                  | МосГаз                                               | Лейкин, судья, председатель судебного заседания                         |
| 2012 | ф |                  | Любовь как несчастный случай                         | Григорий Владимирович Астахов, полковник-связист                        |
| 2012 | ф |                  | Золотые ножницы                                      | Чеботов, майор                                                          |
| 2012 | ф |                  | Деревенская история                                  | комбат                                                                  |
| 2012 | ф |                  | Семейный детектив                                    | Пётр Сергеевич Плетнёв, отец Маши                                       |
| 2011 | ф |                  | Поцелуй Сократа                                      | Александр Витальевич Макаров, тренер                                    |
| 2010 | ф |                  | Смертельная схватка                                  | Иван Шпак, генерал-лейтенант                                            |
| 2010 | ф |                  | Покушение                                            | полковник                                                               |
| 2010 | ф |                  | Месть                                                | Макар                                                                   |
| 2010 | ф |                  | Журов-2                                              | Клоков                                                                  |
| 2009 | ф |                  | Частный сыск полковника в отставке                   | генерал                                                                 |
| 2009 | ф |                  | Сёмин                                                | эпизод                                                                  |
| 2009 | ф |                  | Приказано уничтожить! Операция: «Китайская шкатулка» | Ситников, подполковник Главного управления СМЕРШ                        |
| 2009 | ф |                  | Захватчики                                           | Леонид Николаевич, генерал ФСБ                                          |
| 2009 | ф |                  | Детективное агентство «Иван да Марья»                | эпизод                                                                  |
| 2009 | ф |                  | Вольф Мессинг: Видевший сквозь время                 | эпизод                                                                  |
| 2008 | ф |                  | Второе дыхание                                       | батюшка                                                                 |
| 2008 | ф |                  | Воротилы. Быть вместе                                | Александр Ильич Строков                                                 |
| 2007 | ф |                  | Смерш                                                | Михаил Капитанов                                                        |
| 2006 | ф |                  | Последний бронепоезд                                 | капитан Яхонтов                                                         |
| 2005 | ф |                  | Призвание                                            | комбат                                                                  |
| 2005 | ф |                  | Последний бой майора Пугачёва                        | полковник                                                               |
| 2005 | ф |                  | Мужчины не плачут 2                                  | Трайнин                                                                 |
| 2004 | ф |                  | Мужчины не плачут                                    | Андрей Трайнин, полковник                                               |
| 2004 | с |                  | Карусель                                             | генерал                                                                 |
| 2004 | ф |                  | Вам — задание                                        | комбат                                                                  |
| 2003 | ф |                  | Литовский транзит                                    | эпизод                                                                  |
| 2002 | ф |                  | Закон                                                | Суржиков                                                                |
| 2001 | ф |                  | Ускоренная помощь 2. 24 серия — Нобелевская премия   | ведущий церемонии                                                       |
| 2001 | ф |                  | Подари мне лунный свет                               | эпизод                                                                  |
| 1999 | ф |                  | Каменская. Сезон 1, фильм 8 «Не мешайте палачу»      | Юрцев                                                                   |
| 1998 | ф |                  | Привет от Чарли-трубача                              | Боб                                                                     |
| 1998 | ф |                  | Контракт со смертью                                  | эпизод                                                                  |
| 1998 | ф |                  | Зал ожидани                                          | Женя, подручный Коноваловой                                             |
| 1991 | ф |                  | Верный Руслан                                        | хозяин Руслана                                                          |
| 1990 | ф |                  | Одна ночь                                            | эпизод                                                                  |
| 1988 | ф |                  | Государственная граница. На дальнем пограничье       | эпизод                                                                  |
| 1985 | ф |                  | Большое приключение                                  | капитан Мацкевич                                                        |
| 1984 | ф |                  | Юрка — сын командира                                 | капитан Яцкевич                                                         |
| 1983 | ф |                  | Пацаны                                               | Олег Павлович Куренной                                                  |
| 1983 | ф |                  | Обуза                                                | Василь, отец Оли                                                        |
| 1982 | ф |                  | Ослиная шкура                                        | эпизод                                                                  |
| 1982 | ф |                  | Взять живым                                          | капитан Фёдор                                                           |
| 1982 | ф |                  | Полесская хроника: Дыхание грозы                     | эпизод                                                                  |
| 1980 | ф |                  | Свадебная ночь                                       | немецкий офицер                                                         |

## Дискография
В 2010 году был выпущен альбом «Краски осени». В альбом вошли 14 песен:
1. Бокал
2. Судьба
3. Сынок
4. Единственная
5. Рассветы-закаты
6. Китайская стена
7. Брошенная
8. Половинка
9. Наш дом
10. Нам с тобой
11. Друг без друга
12. Закон и порядок
13. Моя машина
14. Краски осени
Музыка и слова: Владимир Суколинский

## Личная жизнь
Разведён, имеет дочь Елизавету.
Проживает в Белоруссии в г. Логойске.